# Rodrigo Ely
Rodrigo Ely (né le 3 novembre 1993 à Lajeado au Rio Grande do Sul) est un footballeur italo-brésilien, qui évolue au poste de défenseur central au Grêmio Porto Alegre.

## Biographie

### Club
Il commence le football en jouant au centre de formation du Grêmio, avant de quitter le Brésil pour l'Italie. De 2010 à 2012, il évolue avec la Primavera de l'AC Milan. En 2012, il passe chez les pros et est prêté par le Milan au club de Serie B de la Reggina. Avec le club calabrais, il dispute lors de sa première saison 30 matchs, dont 3 en Coppa Italia et 27 en championnat, pour un but inscrit. Durant l'été 2013, il est à nouveau prêté en Serie B, cette fois au club de Varèse.
Son contrat arrivant à terme en juin 2014, il rejoint l'AS Avellino en Serie B où il réalise une saison pleine. En juin 2015, il signe son retour à l'AC Milan en paraphant un contrat le liant au club jusqu'en 2019. Il dispute finalement son premier match avec l'équipe première de son club formateur le 17 août 2015, en coupe d'Italie, face à Pérouse (victoire 2-0).
Le 1er février, il est prêté au Deportivo Alavés.
Le 2 septembre 2021, il rejoint Nottingham Forest.

### Sélection
Il joue en tout sept matchs amicaux sous le maillot national avec l'équipe d'Italie des moins de 19 ans et deux avec équipe d'Italie des moins de 20 ans.